# Sigemicu Mamoru
Sigemicu Mamoru (重光 葵; Hepburn: Mamoru Shigemitsu; 1887. július 29. – 1957. január 26.) japán diplomata, 1943 és 1945 valamint 1954 és 1956 között hazája külügyminisztere. Habár erősen ellenezte a japán militarizmust és a háborúskodást, a tokiói perben 7 év börtönbüntetésre ítélték, ám a büntetés időtartamát vád alá helyezésétől számították, így csak négy és fél évet kellett börtönbe töltenie.

## Élete
1887-ben született egy olyan településen, amely ma Bungo-óno város része. 1907-ben végezte el a jogot a Tokiói Császári Egyetemen. Első jelentős diplomáciai megbízatása a versailles-i békeszerződésen való részvétel volt, mint a küldöttség alacsony rangú tagja, majd az Amerikai Egyesült Államokban, Portlandban dolgozott japán konzulként. 1932. április 29-én Sanghajban tevékenykedett japán követként. Egy koreai függetlenségi aktivista bombát dobott rá, ami miatt elveszítette egyik lábát, így élete végéig műlábat kellett használnia, és a járáshoz sétabotra volt szüksége.
A Japán és a Szovjetunió között vívott 1938-as Haszan-tavi csata után a szovjetekhez küldték, hogy tárgyalja meg a béke feltételeit. Ezután Nagy-Britanniába küldték nagykövetnek, ahol általános tisztelet övezte angolbarátsága miatt. 1941 júniusában visszahívták, ám hazatérése előtt két hetet töltött Washingtonban, Nomure Kicsiszaburóval, az Egyesült Államokba akkreditált nagykövettel tárgyalva. A Pearl Harbor elleni japán támadás után két nappal nagykövetté nevezték ki a japán által működtetett nankingi bábkormányhoz. 1943. április 20-án Tódzsó Hideki miniszterelnök külügyminiszterévé tette, amelyet egészen 1945. április 7-ig betöltött.
1945. szeptember 2-án részt vett a japán fegyverletétele aláírásán a USS Missouri csatahajó fedélzetén. 1946. május 3-án a Távol-keleti Nemzetközi Katonai Törvényszék (The International Military Tribunal for the Far East) vád alá helyezte, angolbarátsága és militarizmusellenessége ellenére is, mivel külügyminisztersége alatt Japán támadó háborút folytatott, amely ellen ő nem lépett fel elég erélyesen a vád szerint. A törvényszék többségi döntése alapján háborús bűnösnek nyilvánították, és 7 év börtönbüntetésre ítélték. Enyhítésképp azonban a büntetés letöltésének kezdetét a vád alá helyezés időpontjától számították, így a tényleges büntetés 4 és fél év volt. 1950-es szabadlábra helyezése után visszatért a Japán közéletbe, és 1954–1956 között ismét hazája külügyminisztereként tevékenykedett. Ő képviselte hazáját az ENSZ Közgyűlésében, amikor Japán a szervezet 80. tagja lett 1956. december 18-án. 1957-ben halt meg jugavarai otthonában.